# Arto Tiainen
Pour les articles homonymes, voir Arto (homonymie).
Arto Kaspieri Tiainen, né le 5 septembre 1930 à Kiviapaja et mort le 21 septembre 1998 à Mikkeli, est un fondeur finlandais.

## Biographie
Il est membre du club de ski de Mikkeli.
Aux Championnats du monde 1958, il remporte sa première médaille avec le bronze sur le relais. Par contre aux Jeux olympiques de Squaw Valley 1960 et aux Championnats du monde 1962 à Zakopane, il n'est pas aussi performant, se classant au mieux quatrième. Aux Jeux olympiques d'hiver de 1964, il parvient à gagner deux médailles, ses seules aux jeux, avec l'argent au relais et le bronze au cinquante kilomètres.
Aux Championnats du monde 1966, à Oslo, il remporte la médaille d'argent au cinquante kilomètres.
Depuis ses débuts les longues distances sont a son avantage, gagnant de multiples courses internationales telles que celles des Jeux du ski de Lahti (vainqueur 1959 et 1960 du cinquante kilomètres), des Jeux du ski de Suède (vainqueur 1959 du trente kilomètres) et du Festival de ski de Holmenkollen, où il gagne le cinquante kilomètres en 1964 et 1965, année où il lui est décernée la Médaille Holmenkollen.
Il possède un bilan de onze titres nationaux, dont huit individuels.
Après sa dernière grande compétition, les Jeux olympiques de Grenoble 1968 (16e du trente kilomètres), il est choisi comme le nouvel entraîneur de l'équipe de ski finlandaise.
Entre 1970 et 1972, il siège en tant que député du Parti social-démocrate au parlement finlandais.

## Palmarès

### Jeux olympiques
| Épreuve / Édition | [[Jeux olympiques d'hiver de 1956\|Cortina d'Ampezzo 1956]] | [[Jeux olympiques d'hiver de 1960\|Squaw Valley 1960]] | [[Jeux olympiques d'hiver de 1964\|Innsbruck 1964]] | [[Jeux olympiques d'hiver de 1968\|Grenoble 1968]] |
| 15 km             | 26e                                                         |                                                        |                                                     |                                                    |
| 30 km             |                                                             | 18e                                                    | 13e                                                 | 16e                                                |
| 50 km             |                                                             |                                                        | Bronze                                              |                                                    |
| 4 × 10 km         |                                                             |                                                        | Argent                                              |                                                    |

### Championnats du monde
| Épreuve / Édition | [[Championnats du monde de ski nordique 1958\|Lahti 1958]] | [[Championnats du monde de ski nordique 1962\|Zakopane 1962]] | [[Championnats du monde de ski nordique 1966\|Oslo 1966]] |
| 30 km             | 5e                                                         |                                                               |                                                           |
| 50 km             | 4e                                                         | 4e                                                            | Argent                                                    |
| 4 × 10 km         | Bronze                                                     |                                                               |                                                           |